# 摩根大通证券
摩根大通证券（中国）有限公司	，于2019年8月22日由摩根大通（51%）、上海外高桥集团（20%）、迈兰德基金管理有限公司（14.3%）、新疆中卫股权投资有限合伙企业（4.9%）、上海宾阖信息科技合伙企业（4.9%）和北京朗信投资有限公司（4.9%）成立，总部位于上海。公司为本土以及跨国客户提供全方位的金融产品与服务，包括证券经纪、证券投资咨询以及证券承销与保荐。同年12月18日，获得中国证券监督管理委员会颁发的《经营证券期货业务许可证》，正式对外开展业务。2020年3月20日，摩根大通证券（中国）有限公司正式开业，开业仪式由上海市人民政府共同举办。2021年8月6日，摩根大通获得证监会批准收购其余股东全部股权。8月25日，摩根大通完成增资与股权收购，正式成为中国首家外商独资券商。